# Sandsturm

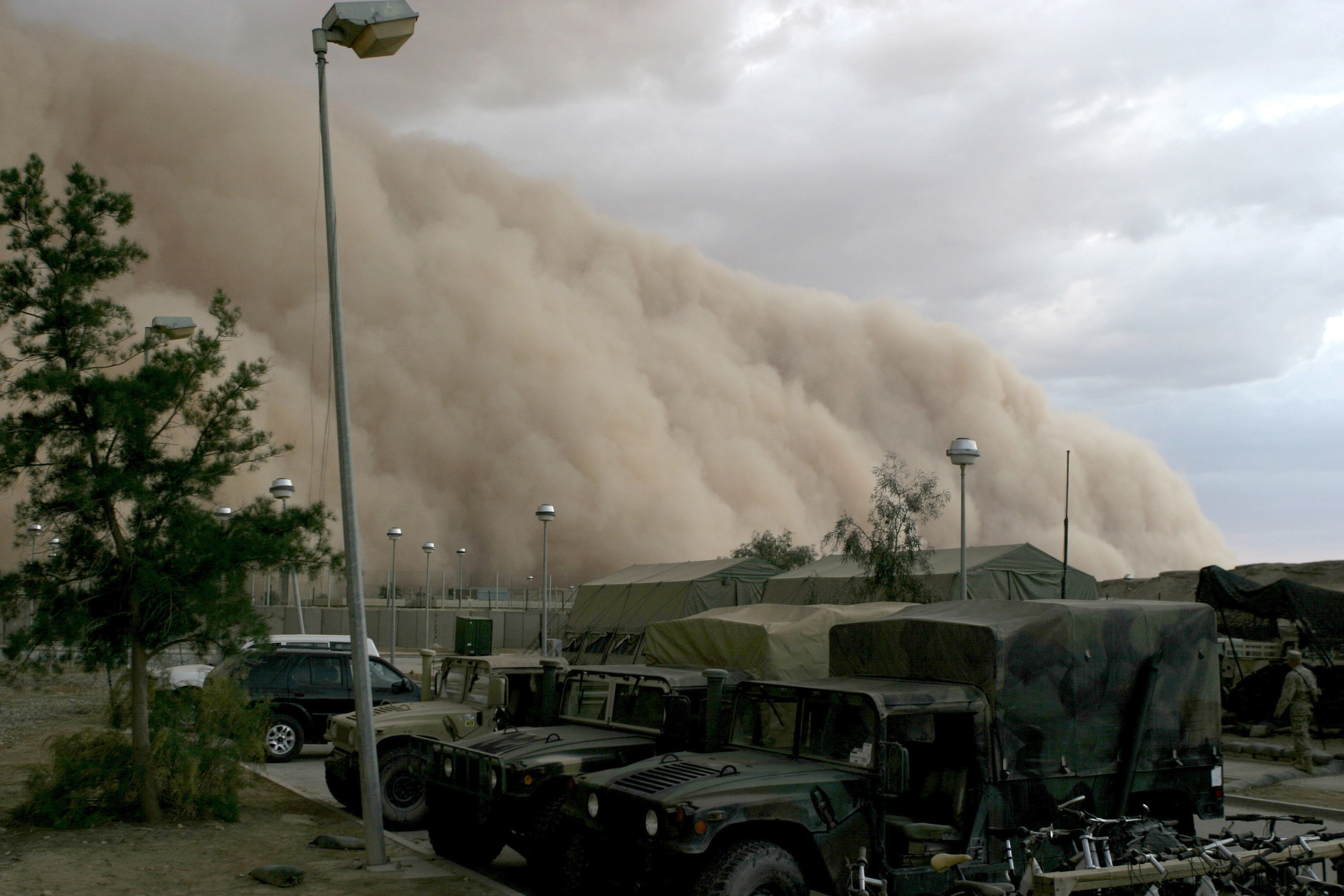
Staubsturm in Al Asad, Irak

Ein Sandsturm ist ein Sturm oder starker Wind, der Sand oder Staub mit sich führt. Er kommt besonders in Wüsten vor. Von einem Sandsturm zu unterscheiden ist die Sandhose, die räumlich enger begrenzt bleibt.

## Eigenschaften

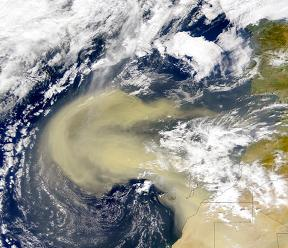
Sandsturm über dem Atlantik

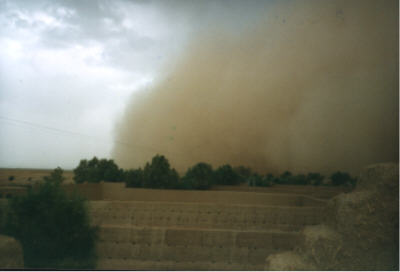
Staubsturm im nordafrikanisch-arabischen Raum

Bei einem Sandsturm handelt es sich um einen sehr trockenen und heißen Wind, der in Trockengebieten große Mengen Sand zunächst hoch aufwirbelt und anschließend mitführt. Einige Stürme transportieren bis zu 100 Millionen Tonnen Sand über zum Teil sehr große Entfernungen. Die Entfernung, die der Sand hierbei zurücklegt, hängt von der Größe der einzelnen Sandpartikel ab. Die größten Partikel bilden an windgeschützten Stellen langsame Dünen. Es wird geschätzt, dass im Jahr 2004 durch Sandstürme insgesamt etwa 2–3 Milliarden Tonnen Sand bewegt wurden.
Lose an der Oberfläche liegende Partikel können in die Luft gehoben oder über den Boden gerollt („Sandkriechen“), also erodiert werden. Diesen Prozess nennt man Deflation. Wenn die feineren Partikel von der Größe des Schluffs (Korngröße von 0,002 mm bis 0,063 mm) in dichten, hohen Wolken in die Luft gehoben werden, nennt man das Phänomen einen Staubsturm. Dieser ist nicht zu verwechseln mit einem Sandsturm, bei dem die größeren Sandpartikel (Korngröße 0,063 bis 2 mm) verfrachtet werden. Bei diesem wird eine niedrige Wolke aus bewegtem Sand gebildet, die lediglich wenige Zentimeter bis max. 2 m vom Boden in die Höhe reicht.
Ein Staubsturm kommt als dunkle Wolke heran, die vom Erdboden bis zu mehreren Kilometern Höhe reicht. Die Sichtweite ist auf wenige Meter reduziert und feiner, erstickender Staub dringt überall ein. Es wird geschätzt, dass ein Kubikmeter Luft bis zu 1 g Staub enthalten kann.
Der Prozess in einem Sandsturm verläuft anders. Sand ist zu schwer, um in große Höhen und über weite Distanzen getragen zu werden. Er wird in einer springenden, Saltation genannten Bewegung über den Boden getrieben.

## Beispiele, Ursachen und Auswirkungen

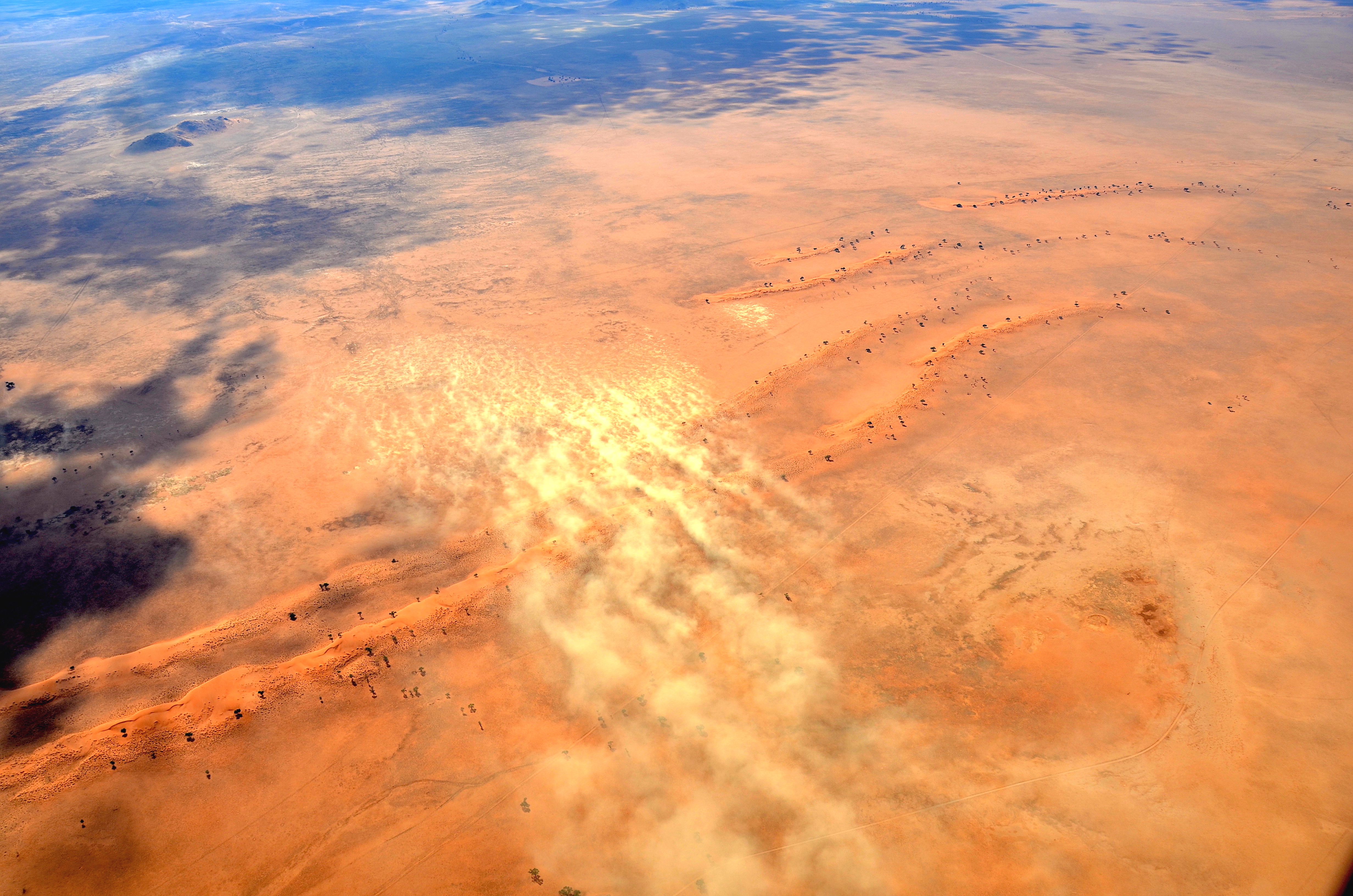
Sandsturm in der Namib (Luftbild, 2017). Am Boden ist der Sturm viel heftiger, als es aus der Luft erscheinen mag

Afrikanischer Wüstensand, der sich in der Karibik absetzt, wird wegen eingebrachter Mikroben für das dortige Korallensterben mitverantwortlich gemacht.
Im südamerikanischen Regenwald dient derselbe Wüstensand als Dünger.
In nährstoffarmen Meeresgewässern fördert der eisenhaltige Wüstensand das Algenwachstum.
Sande, die von den trocken gefallenen Flächen des Aralsees verweht werden, sind mit Pestiziden aus dem Baumwollanbau belastet und sorgen so für entsprechende Belastungen in den Sedimentationsgebieten.
Eine wichtige Ursache für diese Entwicklung ist die zunehmende Benutzung von Geländewagen in den Wüsten. Durch die Geländewagen werden dünne verhärtete Krusten auf den Wüstenoberflächen aufgebrochen und damit der Erosionsschutz für den darunter liegenden Sand zerstört. Zum gleichen Effekt führte die Einführung von Rindern und Schafen in das Landesinnere von Australien. Die Hufe zerstörten die dünne Bewuchsschicht.
Weitere Gründe sind die zunehmende Desertifikation, Entwaldung und der Klimawandel.
In vielen Gebieten, in denen regelmäßig Sandstürme auftreten, erhalten sie lokale Bezeichnungen:
- Buran im Steppen- und Wüstengebiet in Mittelasien
- Chamsin oder auch Khamsin im Nilgebiet und in Israel/Palästina
- Gibli oder Ghibli im Raum Tunesien und Libyen
- Habub in der Sahara-Region
- Samum im nordafrikanisch-arabischen Raum
- Scirocco

Am 8. April 2011 war ein Sandsturm die Ursache für eine Massenkarambolage auf der Autobahn 19 zwischen Rostock und Güstrow. Dabei gab es 8 Tote und 131 Verletzte. Große Mengen an Erdreich wurden von einem benachbarten Feld über die Autobahn geweht, wodurch die Sichtweite auf etwa fünf Meter sank.

## Gegenmaßnahmen
Mit der Errichtung der Grünen Mauer versucht China die Sandstürme einzudämmen, die regelmäßig Peking heimsuchen.
Insgesamt wollen die Chinesen bis zum Jahr 2050 eine Fläche von 4 Millionen Quadratkilometer Land – eine Fläche zehnmal größer als Deutschland – mit Bäumen bepflanzen. Damit ist die Grüne Mauer das größte Aufforstungsprojekt der Menschheitsgeschichte.

## Verschlüsselung
In der Synoptik nutzt man die folgenden durch die Weltorganisation für Meteorologie definierten Symbole und Codes zur platzsparenden Angabe eines Wetterzustands mit einem Sand- oder Staubsturm. Die Symbole werden dabei als Teil der Daten einer Wetterstation in eine Bodenwetterkarte eingetragen. Der zugeordnete Zahlenschlüssel gilt sowohl für den SYNOP- als auch für den METAR-Code.
Alle Wettersymbole siehe: Wetterkarte#Genauere Wetterkarten und Wetterkartensymbole
| Symbol | Zahlenschlüssel | Beschreibung |
| ------ | --------------- | --- |
|        | 09              | Sand- oder Staubsturm zum Beobachtungszeitpunkt in Sichtweite oder während der letzten Stunde an der Wetterstation |
|        | 30              | Leichter oder mäßiger Sand- bzw. Staubsturm, während der letzten Stunde schwächer geworden                         |
|        | 31              | Leichter oder mäßiger Sand- bzw. Staubsturm, während der letzten Stunde unverändert                                |
|        | 32              | Leichter oder mäßiger Sand- bzw. Staubsturm, während der letzten Stunde stärker geworden                           |
|        | 33              | Starker Sand- bzw. Staubsturm, während der letzten Stunde schwächer geworden                                       |
|        | 34              | Starker oder mäßiger Sand- bzw. Staubsturm, während der letzten Stunde unverändert                                 |
|        | 35              | Starker oder mäßiger Sand- bzw. Staubsturm, während der letzten Stunde stärker geworden                            |
|        | 98              | Gewitter mit Staub- oder Sandsturm zum Beobachtungszeitpunkt                                                       |